# Hures-la-Parade
Hures-la-Parade est une commune française née de la fusion en 1971 des anciennes communes de Hures et de La Parade. Elle est située sur le causse Méjean, dans le sud-ouest du département de la Lozère, en région Occitanie.
Exposée à un climat de montagne, elle est drainée par la Jonte, le ravin des Bastides et par divers autres petits cours d'eau. Incluse dans les Cévennes, la commune possède un patrimoine naturel remarquable : trois sites Natura 2000 (le « causse Méjean », « les Cévennes » et les « gorges du Tarn et de la Jonte ») et sept zones naturelles d'intérêt écologique, faunistique et floristique.
Hures-la-Parade est une commune rurale qui compte 232 habitants en 2022, après avoir connu un pic de population de 525 habitants en 1806. Ses habitants sont appelés les Huriens ou  Huriennes.

## Géographie

### Généralités

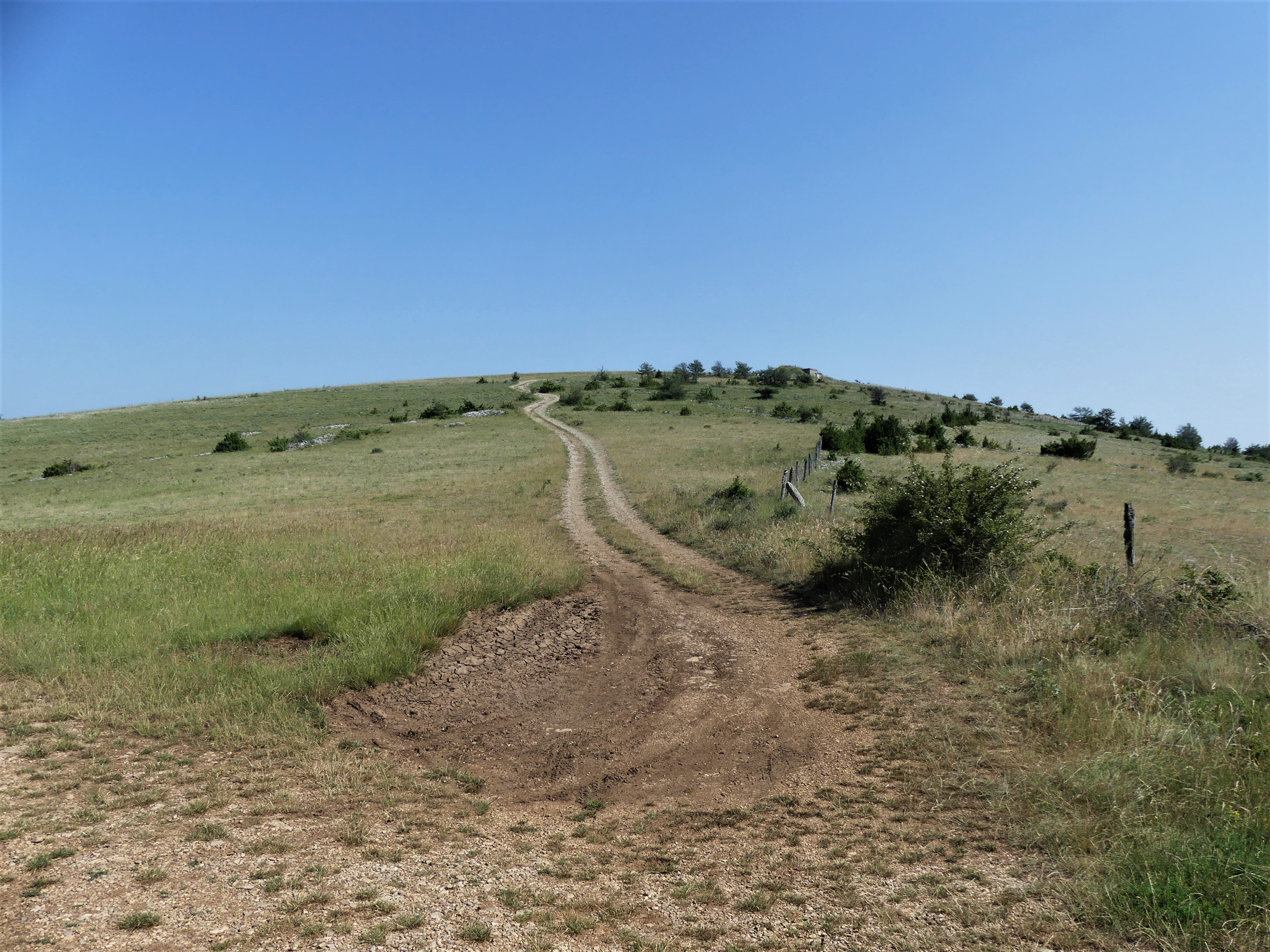
Le causse Méjean à Hures-la-Parade, à l'est de l'aven Armand.

Dans le quart sud-ouest du département de la Lozère, sur le causse Méjean, la commune de Hures-la-Parade s'étend sur 88,59 km2. Elle est bordée au sud sur environ sept kilomètres par la Jonte et ses gorges et est limitrophe du département de l'Aveyron. Avec moins de trois habitants par kilomètre carré, sa densité de population est l'une des plus faibles de France.
L'altitude minimale, 501 mètres, se trouve localisée à l'extrême sud-ouest, là où la Jonte quitte la commune et sert de limite entre celles de Saint-Pierre-des-Tripiers et de Veyreau. L'altitude maximale avec 1 204 mètres est située à l'extrême est, en limite de la commune de Vebron.
Traversé par la route départementale (RD) 986, le bourg de la Parade où se trouve la mairie est situé, en distances orthodromiques, vingt-sept kilomètres au nord-est de Millau. Le petit bourg de Hures est situé six kilomètres plus à l'est.
La commune est également desservie par la RD 63 qui dessert l'aérodrome de Florac - Sainte-Enimie (code OACI des aéroports : LFNO), et la RD 996, qui longe la Jonte.
Sur les hauteurs du causse Méjean, le territoire communal est parcouru par deux sentiers de grande randonnée : entre Saint-Pierre-des-Tripiers et Meyrueis, le GR 6 traverse la commune d'ouest en est sur environ sept kilomètres, passant à proximité de l'aven Armand ; entre Mas-Saint-Chély et Gatuzières, le Chemin de Saint-Guilhem-le-Désert, présent sous balisage "GR 60" dans la commune, traverse celle-ci sur près de cinq kilomètres, du nord vers le sud-est.

### Communes limitrophes
Hures-la-Parade est limitrophe de neuf autres communes, dont celle de Veyreau dans le département de l'Aveyron. Au nord-est, son territoire est limitrophe sur 500 mètres de celui de Massegros Causses Gorges.
| La Malène                                           | Mas-Saint-Chély | Gorges du Tarn Causses |
| Massegros Causses Gorges, Saint-Pierre-des-Tripiers | Hures-la-Parade | Vebron                 |
| Veyreau (Aveyron)                                   | Meyrueis        | Gatuzières             |

### Climat
Pour des articles plus généraux, voir Climat de l'Occitanie et Climat de la Lozère.
En 2010, le climat de la commune est de type climat de montagne, selon une étude s'appuyant sur une série de données couvrant la période 1971-2000. En 2020, Météo-France publie une typologie des climats de la France métropolitaine dans laquelle la commune est exposée à un climat de montagne ou de marges de montagne et est dans la région climatique Sud-est du Massif Central, caractérisée par une pluviométrie annuelle de 1 000 à 1 500 mm, minimale en été, maximale en automne.
Pour la période 1971-2000, la température annuelle moyenne est de 8,3 °C, avec une amplitude thermique annuelle de 15,6 °C. Le cumul annuel moyen de précipitations est de 1 102 mm, avec 11 jours de précipitations en janvier et 5,7 jours en juillet. Pour la période 1991-2020, la température moyenne annuelle observée sur la station météorologique la plus proche, située sur la commune de Saint-Pierre-des-Tripiers à 9 km à vol d'oiseau, est de 9,6 °C et le cumul annuel moyen de précipitations est de 876,3 mm,. Pour l'avenir, les paramètres climatiques de la commune estimés pour 2050 selon différents scénarios d'émission de gaz à effet de serre sont consultables sur un site dédié publié par Météo-France en novembre 2022.

### Milieux naturels et biodiversité

#### Espaces protégés
La protection réglementaire est le mode d’intervention le plus fort pour préserver des espaces naturels remarquables et leur biodiversité associée,.
Dans ce cadre, la commune fait partie de la zone cœur du Parc national des Cévennes. Ce  parc national, créé en 1967, est un territoire de moyenne montagne formé de cinq entités géographiques : le massif de l'Aigoual, le causse Méjean avec les gorges du Tarn et de la Jonte, le mont Lozère, les vallées cévenoles ainsi que le piémont cévenol.
Les Cévennes sont également un territoire reconnu réserve de biosphère par l'UNESCO en 1985 pour la mosaïque de milieux naturels qui la composent et qui abritent une biodiversité exceptionnelle, avec 2 400 espèces animales, 2 300 espèces de plantes à fleurs et de fougères, auxquelles s’ajoutent d’innombrables mousses, lichens, champignons,.

#### Réseau Natura 2000

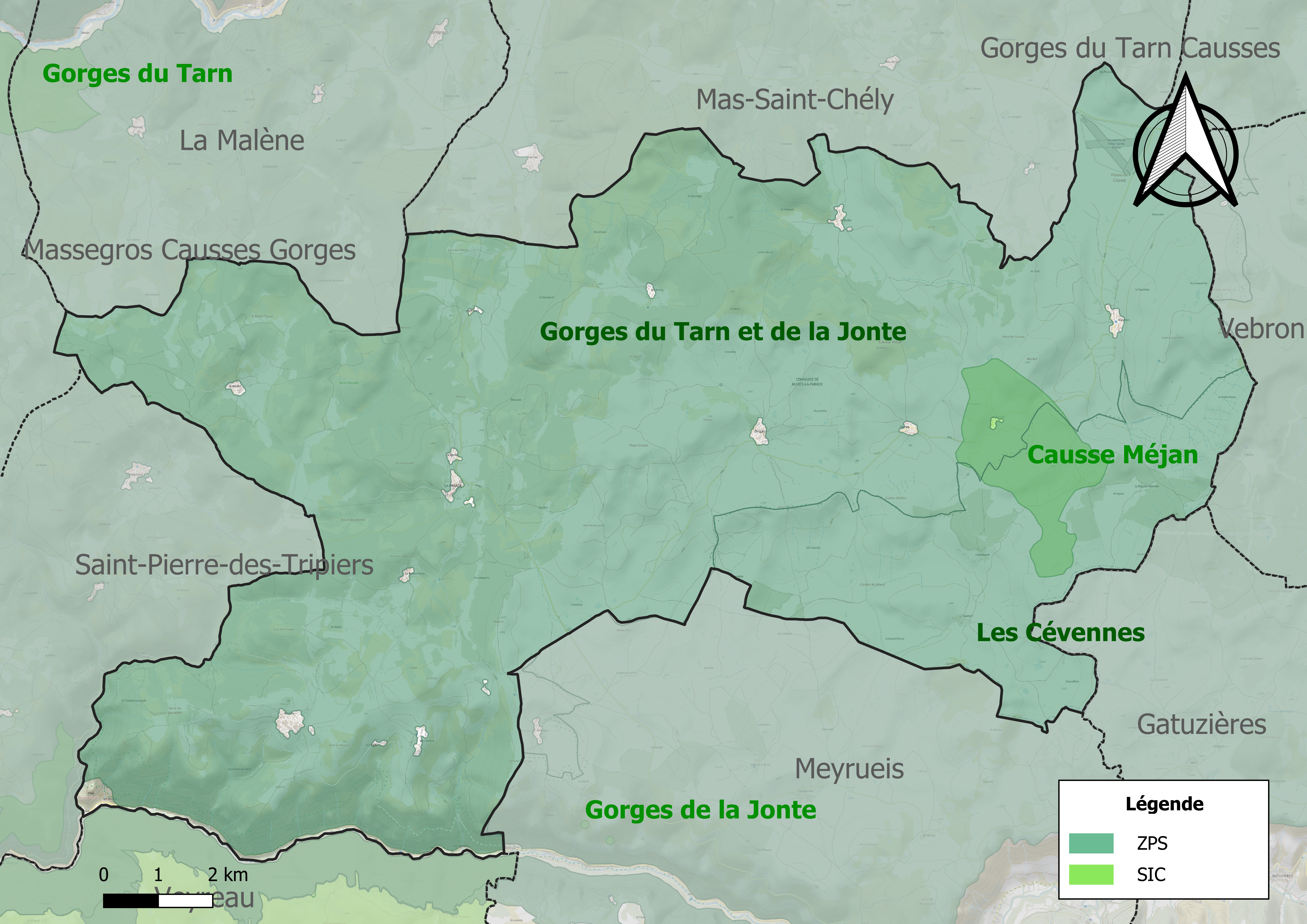
Site Natura 2000 sur le territoire communal.

Le réseau Natura 2000 est un réseau écologique européen de sites naturels d'intérêt écologique élaboré à partir des directives habitats et oiseaux, constitué de zones spéciales de conservation (ZSC) et de zones de protection spéciale (ZPS).
Un site Natura 2000 a été défini sur la commune au titre de la directive habitats :
- le « causse Méjean », d'une superficie de 1 269 ha, un site avec des milieux représentatifs des habitats naturels caussenards à dominante dolomitique présentant un Mesobromion riche en orchidées[15]

et deux au titre de la directive oiseaux : 
- les « gorges du Tarn et de la Jonte », d'une superficie de 41 801 ha, englobant le territoire de près des trois-quarts de la population de Vautours fauves des grands causses qui furent l'un des principaux sites français de réintroduction de cette espèce[16] ;
- « les Cévennes », d'une superficie de 92 044 ha, correspondant précisément à la zone centrale du parc national des Cévennes et rassemblant plusieurs ensembles distincts. La diversité des milieux et des paysages permet le maintien d'une avifaune riche et diversifiée : au total, 135 espèces d'oiseaux, dont 22 inscrites à l'annexe 1 de la directive 79-409-CEE, recensées dans la zone centrale du parc, dont une vingtaine d'espèces de rapaces diurnes et sept nocturnes[17].

#### Zones naturelles d'intérêt écologique, faunistique et floristique
L’inventaire des zones naturelles d'intérêt écologique, faunistique et floristique (ZNIEFF) a pour objectif de réaliser une couverture des zones les plus intéressantes sur le plan écologique, essentiellement dans la perspective d’améliorer la connaissance du patrimoine naturel national et de fournir aux différents décideurs un outil d’aide à la prise en compte de l’environnement dans l’aménagement du territoire.
Cinq ZNIEFF de type 1 sont recensées sur la commune :
- la « colline de Fretma » (38 ha), couvrant 2 communes du département[19] ;
- les « gorges de la Jonte » (2 578 ha), couvrant 6 communes dont deux dans l'Aveyron et quatre dans la Lozère[20] ;
- les « pelouses de la serre Gaoujac » (379 ha)[21] ;
- la « plaine de Chanet » (1 573 ha), couvrant 4 communes du département[22] ;
- les « plaines de Saubert et de la combette » (537 ha), couvrant 3 communes du département[23] ;

et deux ZNIEFF de type 2, : 
- le « causse Méjean » (33 342 ha), couvrant 13 communes du département[24] ;
- les « gorges de la Jonte » (4 568 ha), couvrant 8 communes dont deux dans l'Aveyron et six dans la Lozère[25].

Cartes des ZNIEFF de type 1 et 2 à Hures-la-Parade.
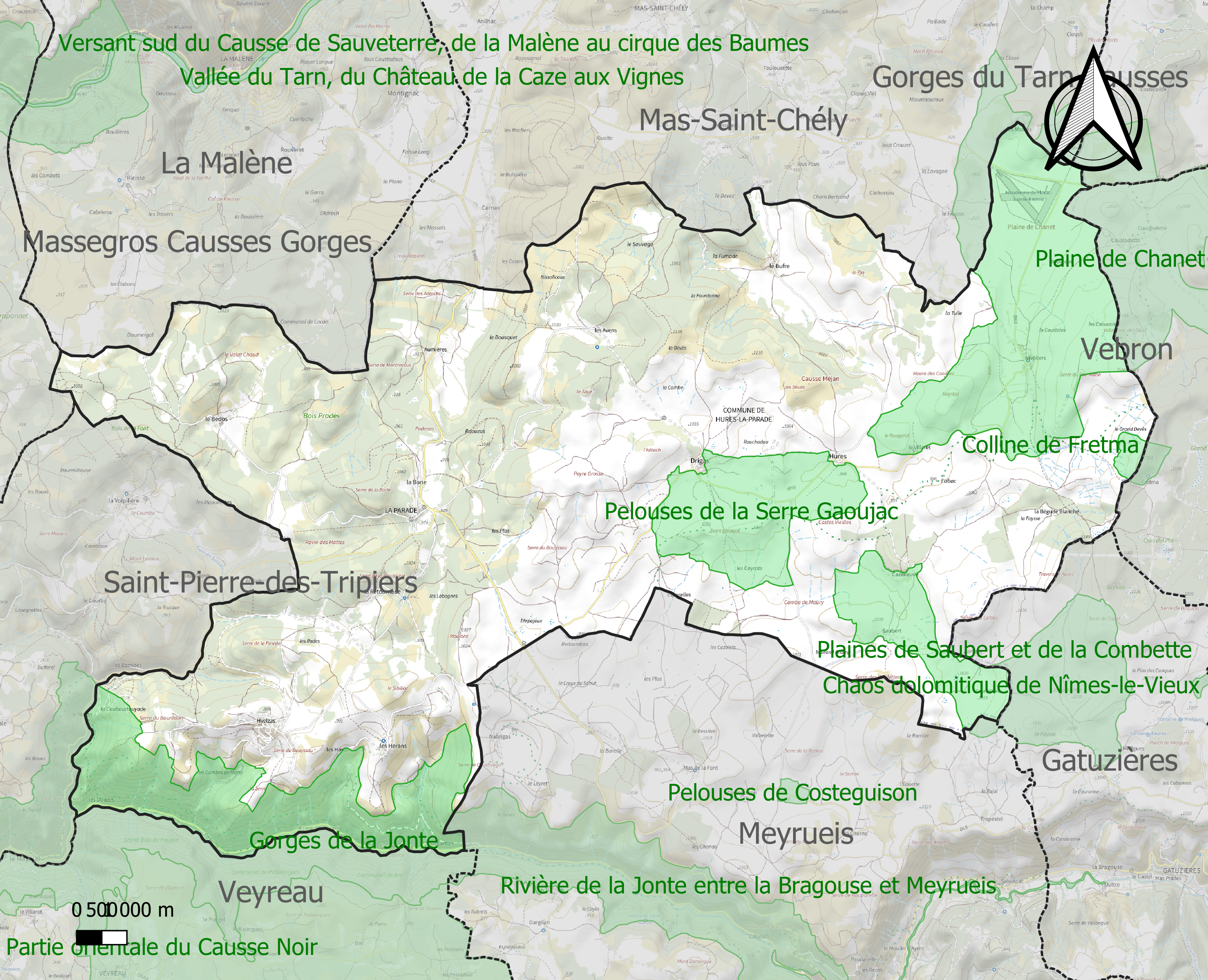
Carte des ZNIEFF de type 1 sur la commune.
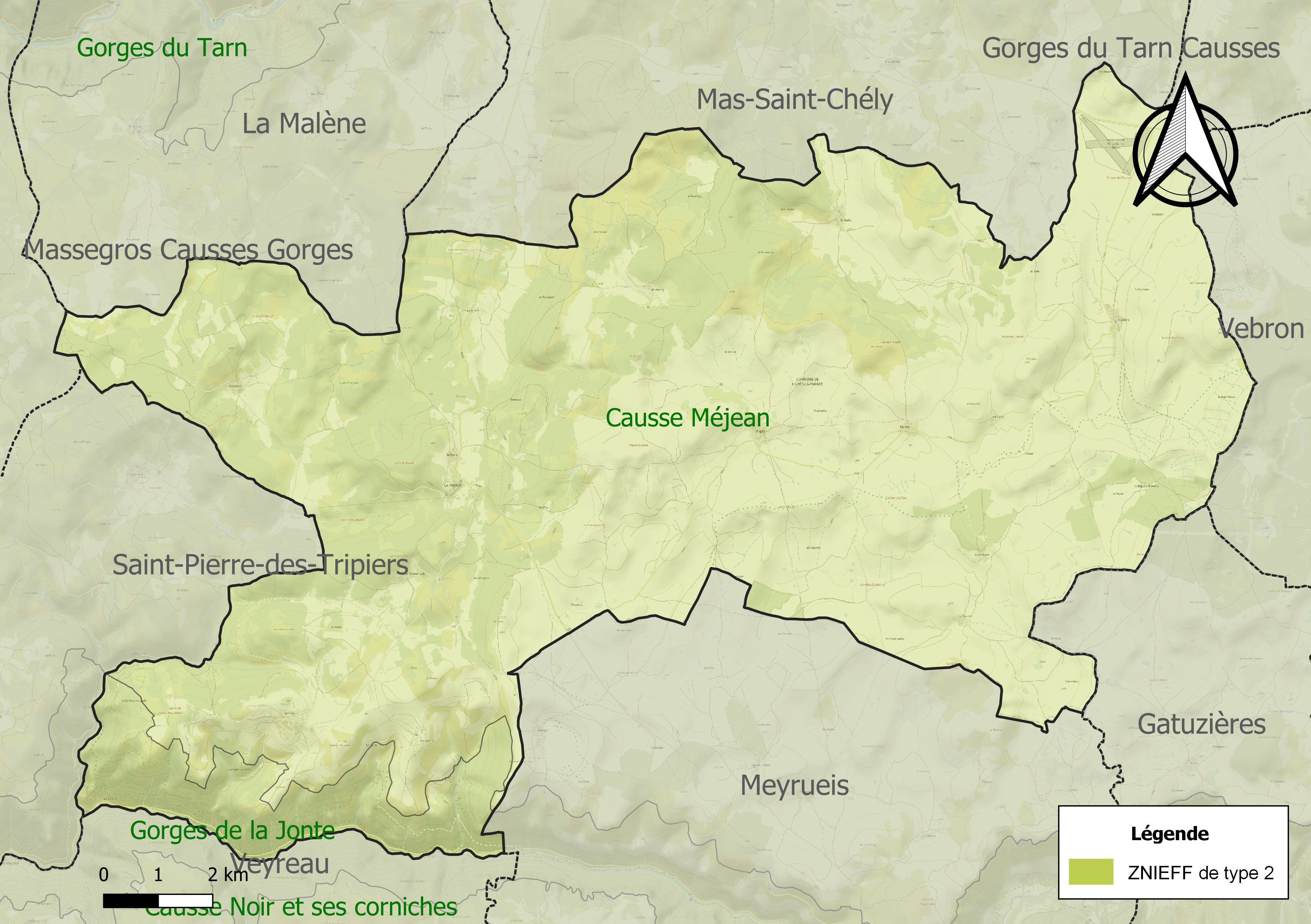
Carte des ZNIEFF de type 2 sur la commune.

## Urbanisme

### Typologie
Au 1er janvier 2024, Hures-la-Parade est catégorisée commune rurale à habitat très dispersé, selon la nouvelle grille communale de densité à sept niveaux définie par l'Insee en 2022.
Elle est située hors unité urbaine et hors attraction des villes,.

### Occupation des sols
L'occupation des sols de la commune, telle qu'elle ressort de la base de données européenne d’occupation biophysique des sols Corine Land Cover (CLC), est marquée par l'importance des forêts et milieux semi-naturels (89,9 % en 2018), une proportion sensiblement équivalente à celle de 1990 (90,6 %). La répartition détaillée en 2018 est la suivante : 
milieux à végétation arbustive et/ou herbacée (61,1 %), forêts (26,4 %), terres arables (5,1 %), zones agricoles hétérogènes (4,5 %), espaces ouverts, sans ou avec peu de végétation (2,3 %), espaces verts artificialisés, non agricoles (0,6 %). L'évolution de l’occupation des sols de la commune et de ses infrastructures peut être observée sur les différentes représentations cartographiques du territoire : la carte de Cassini (XVIIIe siècle), la carte d'état-major (1820-1866) et les cartes ou photos aériennes de l'IGN pour la période actuelle (1950 à aujourd'hui).

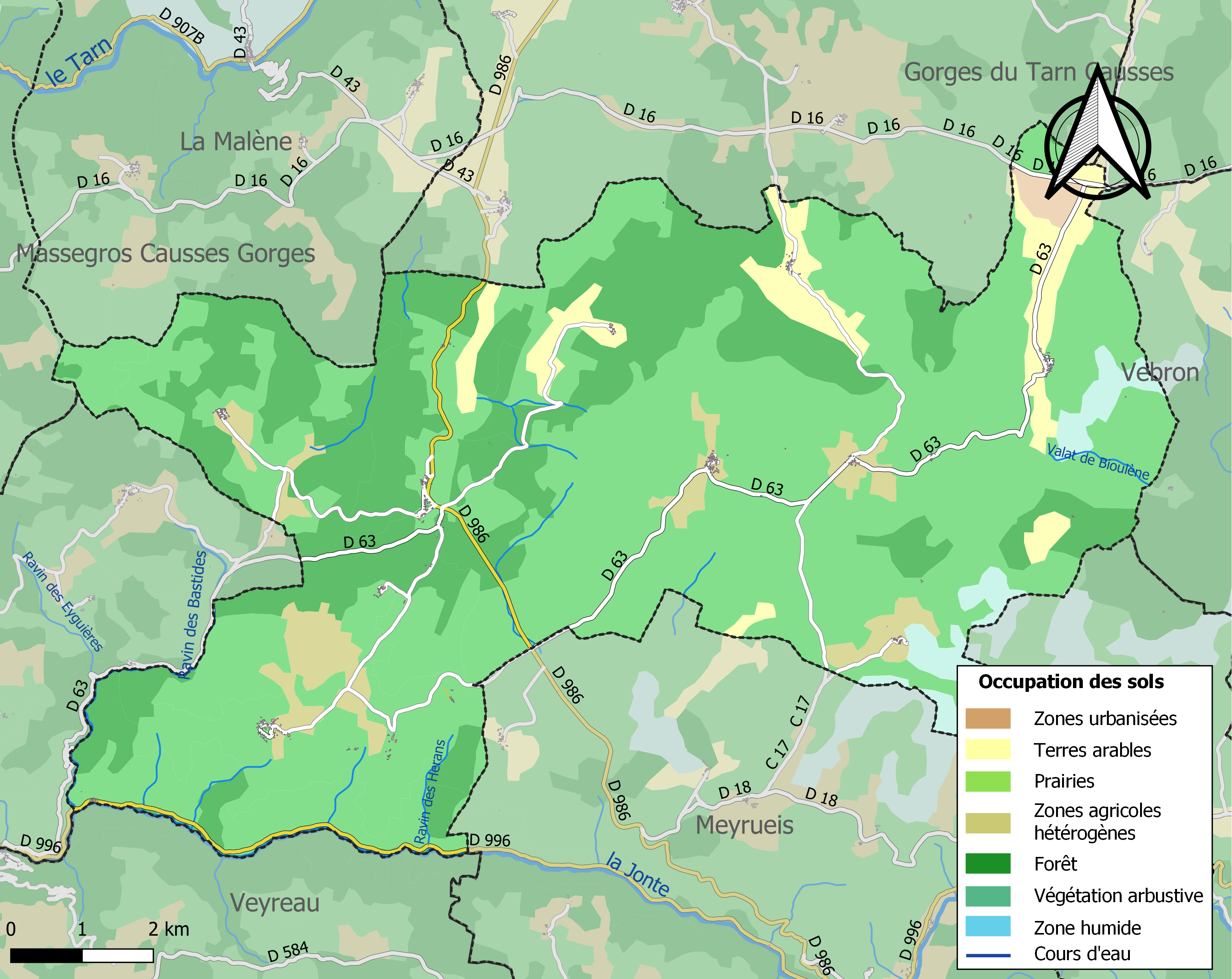
Carte des infrastructures et de l'occupation des sols de la commune en 2018 (CLC).

### Lieux-dits, hameaux et écarts
La commune comprend, en plus des deux villages principaux de Hures et de la Parade, de nombreux hameaux et lieux-dits : Aumières, Cazeneuve, Drigas, Hyelzas, la Bégude Blanche, la Borie, la Retournade, le Bedos, le Buffre, le Villaret, les Avens, les Douzes, les Hérans, les Horts, Nivoliers et Saubert...

### Risques majeurs
Le territoire de la commune de Hures-la-Parade est vulnérable à différents aléas naturels : météorologiques (tempête, orage, neige, grand froid, canicule ou sécheresse), inondations, feux de forêts, mouvements de terrains et séisme (sismicité faible). Un site publié par le BRGM permet d'évaluer simplement et rapidement les risques d'un bien localisé soit par son adresse soit par le numéro de sa parcelle.
Certaines parties du territoire communal sont susceptibles d’être affectées par le risque d’inondation par débordement de cours d'eau, notamment la Jonte. La commune a été reconnue en état de catastrophe naturelle au titre des dommages causés par les inondations et coulées de boue survenues en 1982 et 1994,.
Hures-la-Parade est exposé au risque de feu de forêt. Un plan départemental de protection des forêts contre les incendies (PDPFCI) a été approuvé en décembre 2014 pour la période 2014-2023. Les mesures individuelles de prévention contre les incendies sont précisées par divers arrêtés préfectoraux et s’appliquent dans les zones exposées aux incendies de forêt et à moins de 200 mètres de celles-ci. L’arrêté du 23 mars 2018, complété par un arrêté de 2020, réglemente l'emploi du feu en interdisant notamment d’apporter du feu, de fumer et de jeter des mégots de cigarette dans les espaces sensibles et sur les voies qui les traversent sous peine de sanctions. L'arrêté du 23 août 2021, abrogeant un arrêté de 2002, rend le débroussaillement obligatoire, incombant au propriétaire ou ayant droit,,.

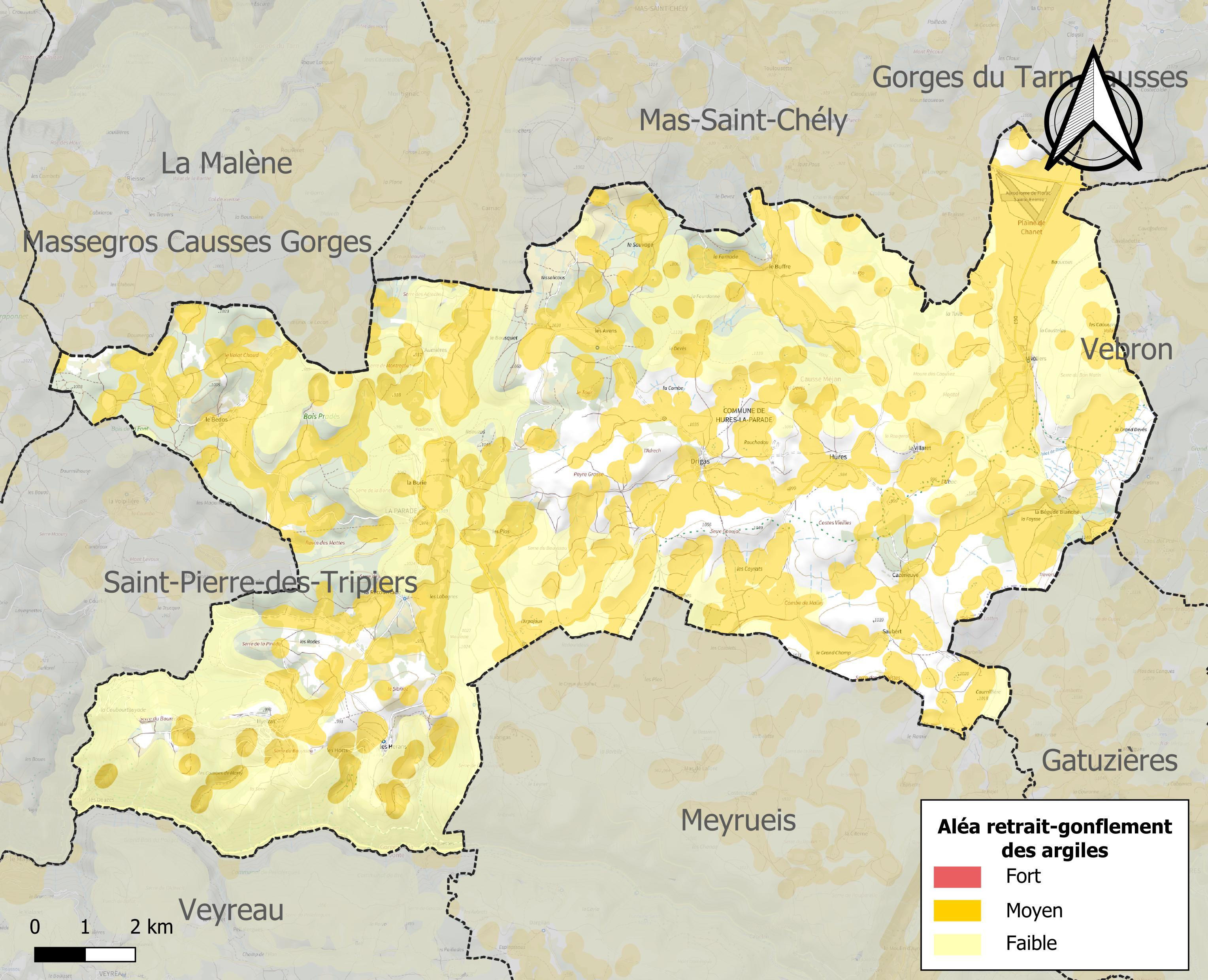
Carte des zones d'aléa retrait-gonflement des sols argileux d'Hures-la-Parade.

Les mouvements de terrains susceptibles de se produire sur la commune sont des éboulements, chutes de pierres et de blocs et des glissements de terrain.
Le retrait-gonflement des sols argileux est susceptible d'engendrer des dommages importants aux bâtiments en cas d’alternance de périodes de sécheresse et de pluie. 43,7 % de la superficie communale est en aléa moyen ou fort (15,8 % au niveau départemental et 48,5 % au niveau national). Sur les 197 bâtiments dénombrés sur la commune en 2019, 117 sont en aléa moyen ou fort, soit 59 %, à comparer aux 14 % au niveau départemental et 54 % au niveau national. Une cartographie de l'exposition du territoire national au retrait gonflement des sols argileux est disponible sur le site du BRGM,.
Par ailleurs, afin de mieux appréhender le risque d’affaissement de terrain, l'inventaire national des cavités souterraines permet de localiser celles situées sur la commune.

## Histoire
En mai 1944, un violent combat opposa les maquisards du groupe Bir-Hakeim aux troupes nazies. Le commandant Barot et la plupart de ses hommes furent tués lors d'un combat.
C'est au cours des années 1950 que l'électrification a eu lieu sur le causse Méjean et que les habitants de la commune ont pu se voir équipés de l'électricité.
Les travaux d'adduction d'eau potable ont eu lieu dans les années 1960, mettant en œuvre un vaste chantier de canalisations qui sera poursuivi dix années durant.
C'est sur la commune que s'est installée depuis 1990 l'association TAKH qui y a introduit des chevaux de Przewalski dans le but de sauver cette espèce de chevaux sauvages.
Une rave party réunissant 10 000 personnes s'est déroulée en août 2020 sur la commune, provoquant un certain émoi compte tenu de la pandémie de Covid-19,.

## Politique et administration

### Découpage territorial
La commune d'Hures-la-Parade est membre de la communauté de communes Gorges Causses Cévennes, un établissement public de coopération intercommunale (EPCI) à fiscalité propre créé le 30 novembre 2016 dont le siège est à Florac Trois Rivières. Ce dernier est par ailleurs membre d'autres groupements intercommunaux.
Sur le plan administratif, elle est rattachée à l'arrondissement de Florac, à la circonscription administrative de l'État de la Lozère et à la région Occitanie.
Sur le plan électoral, elle dépend du canton de Florac Trois Rivières pour l'élection des conseillers départementaux, depuis le redécoupage cantonal de 2014 entré en vigueur en 2015, et de la circonscription de la Lozère pour les élections législatives, depuis le dernier découpage électoral de 2010.

### Liste des maires
| Période                                  | Période      | Identité           | Étiquette | Qualité             |
| ---------------------------------------- | ------------ | ------------------ | --------- | ------------------- |
| Les données manquantes sont à compléter. |              |                    |           |                     |
|                                          |              |                    |           |                     |
| 1983                                     | 2001         | Denis Gal          | SE        | Exploitant agricole |
| 2001                                     | 2008         | Christian Pratlong | SE        |                     |
| 2008                                     | octobre 2021 | André Baret        | SE        |                     |
| novembre 2021                            | En cours     | Vincent Pratlong   | SE        |                     |

## Population et société

### Démographie
Les habitants de Hures-la-Parade sont appelés les Huriens.
La commune a atteint son plus bas niveau démographique en 1968 avec 71 habitants. Depuis lors, la population n'a fait que croître, hormis un fléchissement après 2013.
L'évolution du nombre d'habitants est connue à travers les recensements de la population effectués dans la commune depuis 1793. Pour les communes de moins de 10 000 habitants, une enquête de recensement portant sur toute la population est réalisée tous les cinq ans, les populations de référence des années intermédiaires étant quant à elles estimées par interpolation ou extrapolation. Pour la commune, le premier recensement exhaustif entrant dans le cadre du nouveau dispositif a été réalisé en 2008.

En 2022, la commune comptait 232 habitants, en évolution de −10,77 % par rapport à 2016 (Lozère : +0,11 %, France hors Mayotte : +2,11 %).
| 1793 | 1800 | 1806 | 1821 | 1831 | 1836 | 1841 | 1846 | 1851 |
| ---- | ---- | ---- | ---- | ---- | ---- | ---- | ---- | ---- |
| 482  | 472  | 525  | 477  | 478  | 387  | 345  | 400  | 400  |

| 1856 | 1861 | 1866 | 1872 | 1876 | 1881 | 1886 | 1891 | 1896 |
| ---- | ---- | ---- | ---- | ---- | ---- | ---- | ---- | ---- |
| 426  | 422  | 359  | 364  | 335  | 278  | 288  | 277  | 260  |

| 1901 | 1906 | 1911 | 1921 | 1926 | 1931 | 1936 | 1946 | 1954 |
| ---- | ---- | ---- | ---- | ---- | ---- | ---- | ---- | ---- |
| 220  | 208  | 193  | 164  | 150  | 165  | 141  | 120  | 133  |

| 1962 | 1968 | 1975 | 1982 | 1990 | 1999 | 2006 | 2008 | 2013 |
| ---- | ---- | ---- | ---- | ---- | ---- | ---- | ---- | ---- |
| 97   | 71   | 157  | 166  | 164  | 177  | 214  | 224  | 268  |

| 2018 | 2022 | - | - | - | - | - | - | - |
| ---- | ---- | - | - | - | - | - | - | - |
| 234  | 232  | - | - | - | - | - | - | - |

### Enseignement
L'école de la commune est située à La Parade. Ce regroupement pédagogique a permis le maintien de la seule école du causse Méjean en 1983.

## Économie

### Revenus
En 2018, la commune compte 102 ménages fiscaux, regroupant 226 personnes. La médiane du revenu disponible par unité de consommation est de 17 590 € (20 420 € dans le département).

### Emploi
|                | 2008  | 2013  | 2018  |
| -------------- | ----- | ----- | ----- |
| Commune        | 6,3 % | 5,8 % | 6,2 % |
| Département    | 5 %   | 6,4 % | 7,1 % |
| France entière | 8,3 % | 10 %  | 10 %  |

En 2018, la population âgée de 15 à 64 ans s'élève à 130 personnes, parmi lesquelles on compte 76,2 % d'actifs (70 % ayant un emploi et 6,2 % de chômeurs) et 23,8 % d'inactifs,. En  2018, le taux de chômage communal (au sens du recensement) des 15-64 ans est inférieur à celui de la France et département, alors qu'en 2008 il était supérieur à celui du département et inférieur à celui de la France.
La commune est hors attraction des villes,. Elle compte 104 emplois en 2018, contre 95 en 2013 et 91 en 2008. Le nombre d'actifs ayant un emploi résidant dans la commune est de 94, soit un indicateur de concentration d'emploi de 110,4 % et un taux d'activité parmi les 15 ans ou plus de 53,7 %.
Sur ces 94 actifs de 15 ans ou plus ayant un emploi, 54 travaillent dans la commune, soit 57 % des habitants. Pour se rendre au travail, 63,8 % des habitants utilisent un véhicule personnel ou de fonction à quatre roues, 18,1 % s'y rendent en deux-roues, à vélo ou à pied et 18,1 % n'ont pas besoin de transport (travail au domicile).

### Activités

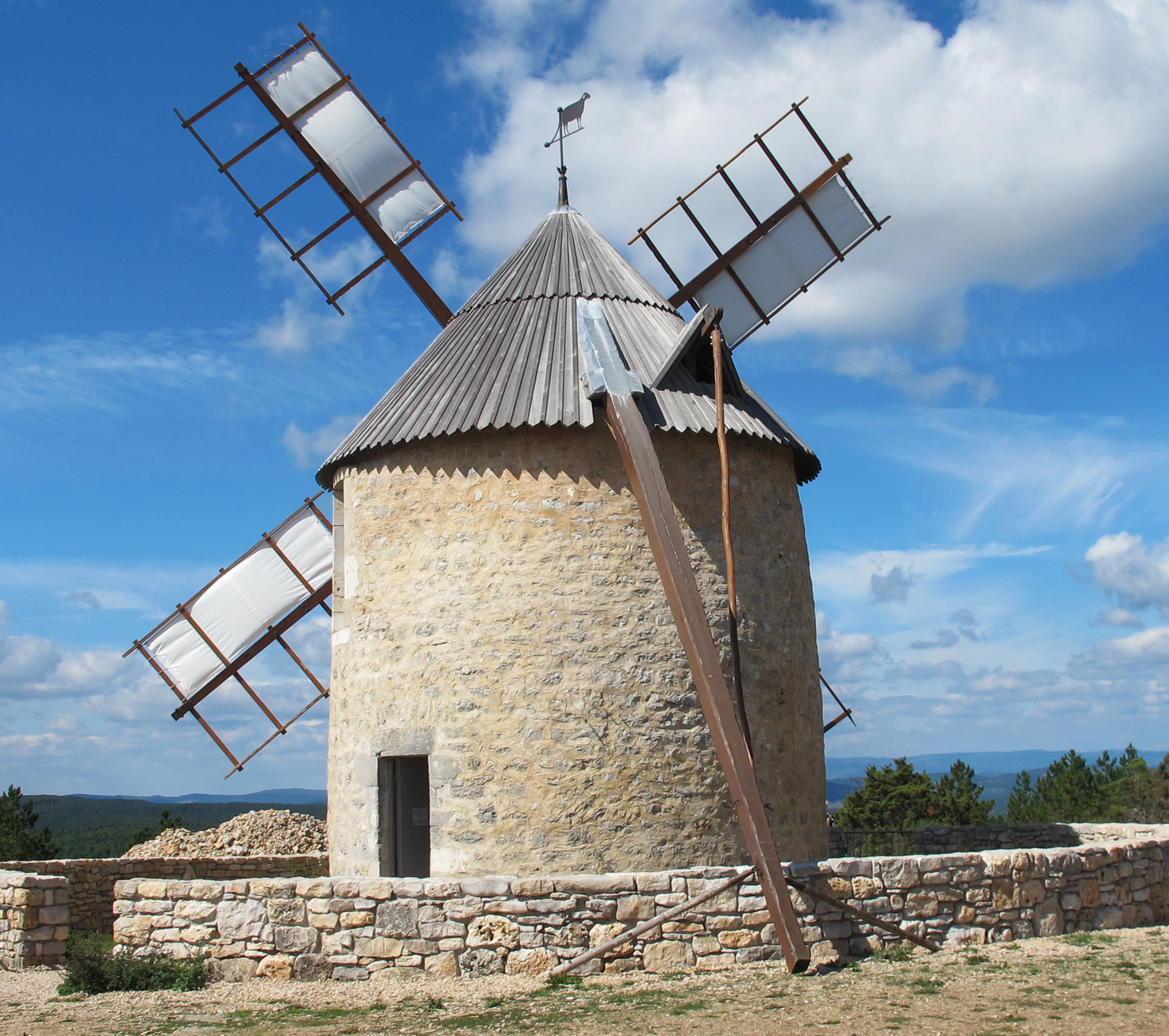
Moulin de la Borie, La Parade.

L'agriculture confortée par le tourisme vert est l'activité principale de la commune, qui possède aussi sur son territoire l'aven Armand.
Le moulin de la Borie, restauré en 2017, a permis de créer un pôle économique impliquant des agriculteurs qui produisent des céréales, un meunier qui transforme ces céréales au moulin et des boulangers qui fabriquent du pain avec la farine ainsi transformée.
Les métiers de l'artisanat sont aussi présents sur le territoire que ce soit l'artisanat d'art ou d'ouvrage (charpentier, maçon...).
La fromagerie le Fédou collecte du lait de brebis sur le causse Méjean, fabrique affine et commercialise ces fromages ambassadeurs du terroir.

## Culture locale et patrimoine

### Lieux et monuments

#### Patrimoine civil
- L'enceinte protohistorique de la Rode, ou de Drigas, ou de Hures, pourrait dater du VIe siècle av. J.-C.[45].
- Sur le territoire communal ont été répertoriés plusieurs dolmens (dolmen de Drigas, dolmen de Moun Long, dolmen de la Serre Gaoujac) ainsi que trois menhirs (menhir de Parade, menhir de la Plaine de Chanet, menhir du Plo de Saubert) et un tumulus protohistorique (Plo de Saubert).
- La Ferme caussenarde d'autrefois[46], au hameau de Hyelzas, créée en 1973 par Armand et Marie Pratlong, est un écomusée où le visiteur peut découvrir la vie des paysans du causse Méjean jusqu'en 1946, dans des bâtiments typiques de l'architecture caussenarde des XVIIIe et XIXe siècles. Aujourd'hui, elle est ouverte au public d'avril à octobre inclus ; ce sont leurs enfants et leurs petits-enfants qui y accueillent les visiteurs.
- L'aérodrome de Florac - Sainte-Enimie, également appelé Florac-Chanet, comporte trois pistes non revêtues. D'usage restreint, il est principalement utilisé pour le vol à voile entre avril et octobre[47]. Il est situé à l'intersection des routes départementales D 16 et D 63, dans le nord-est de la commune.

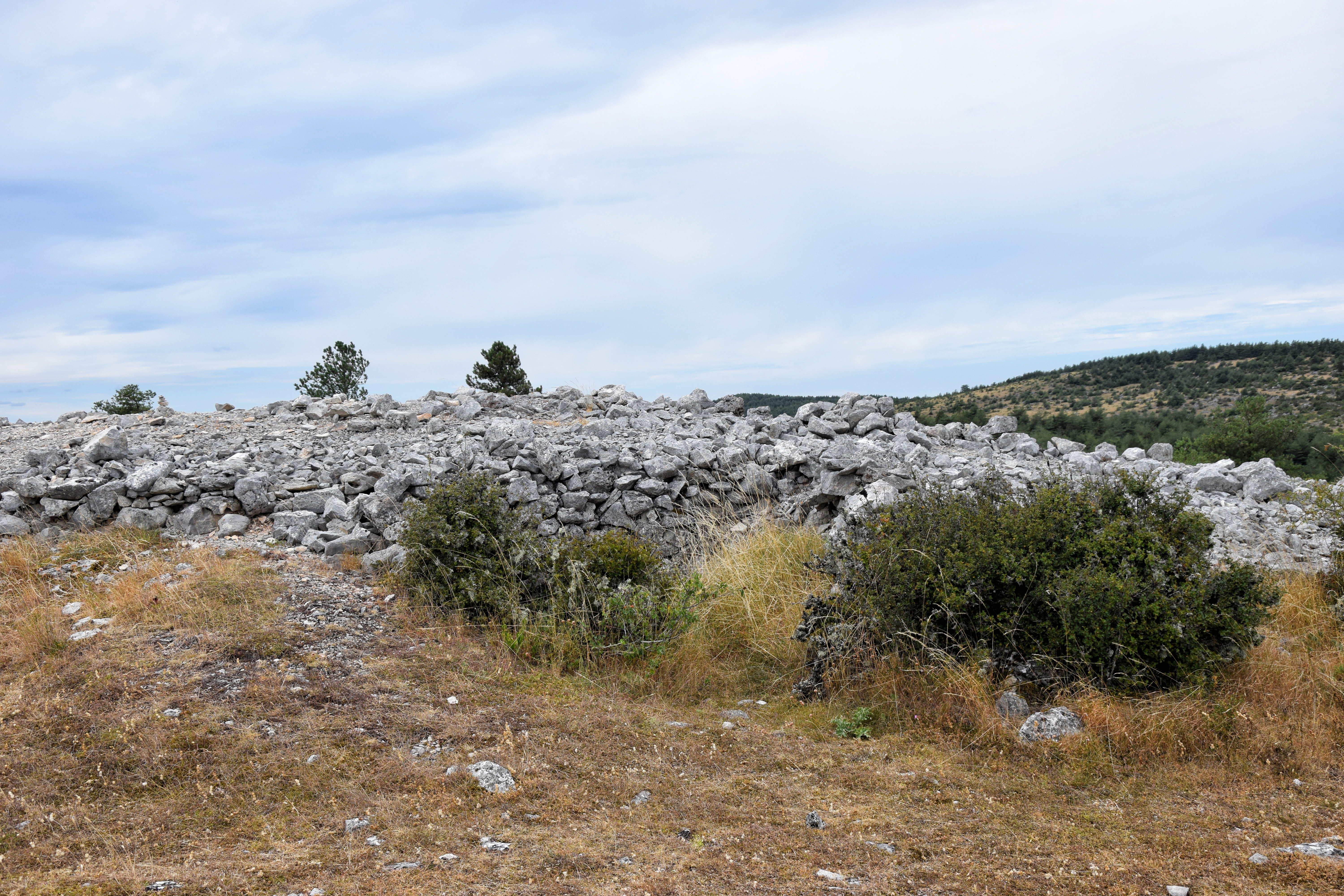
Enceinte protohistorique de la Rode.
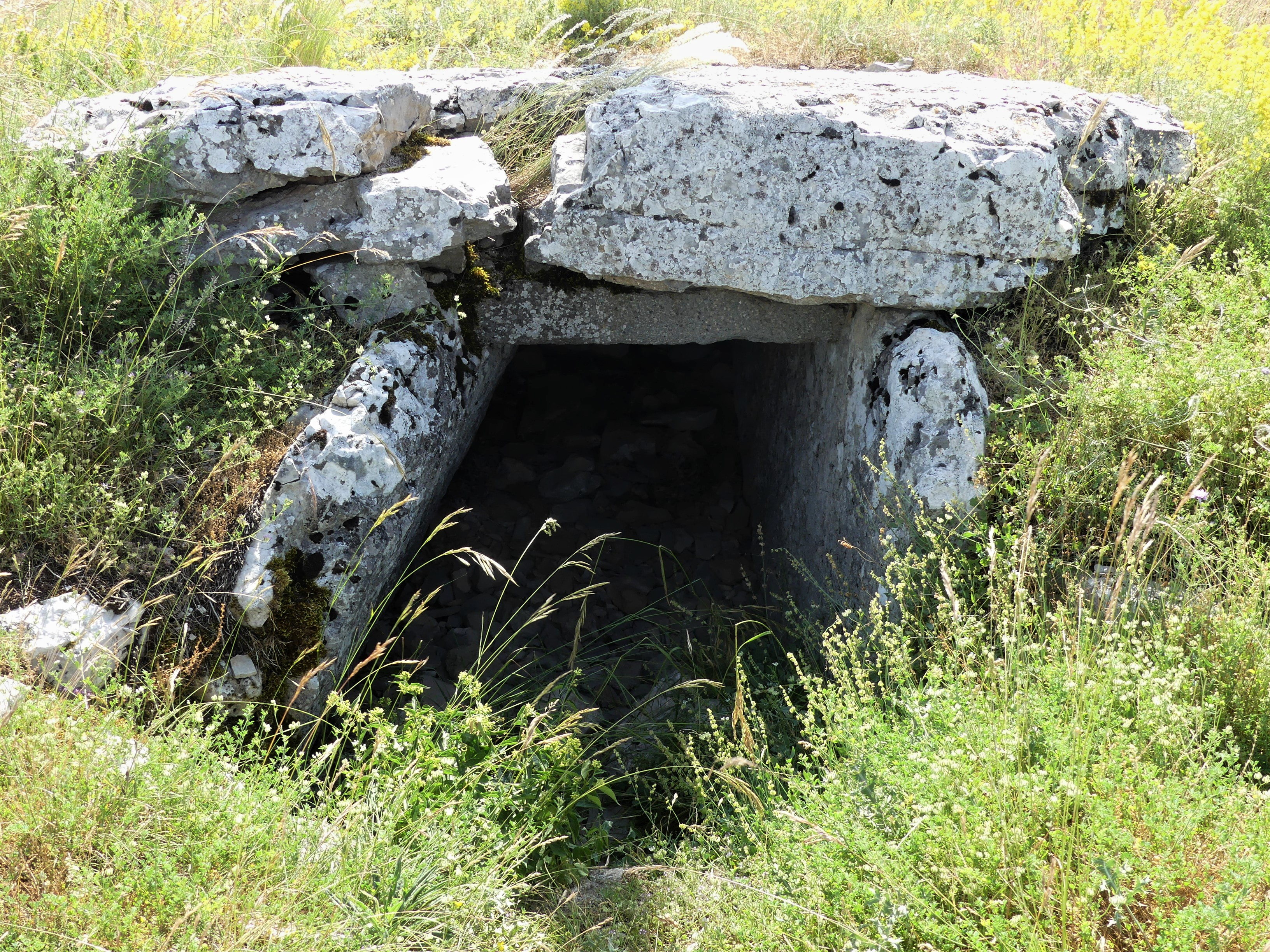
Dolmen de Moun Long dit Tombe du Géant.
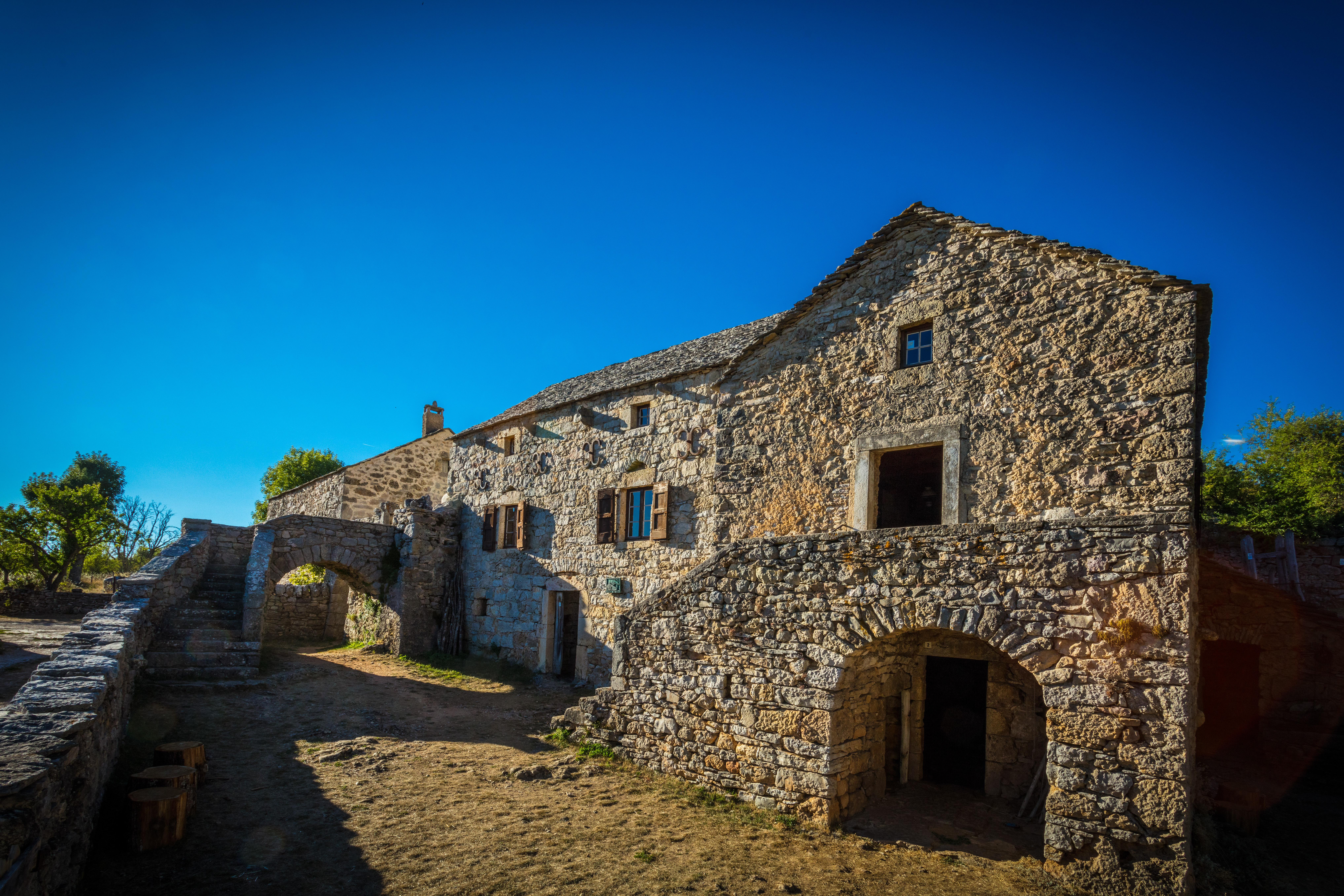
Ferme caussenarde traditionnelle.
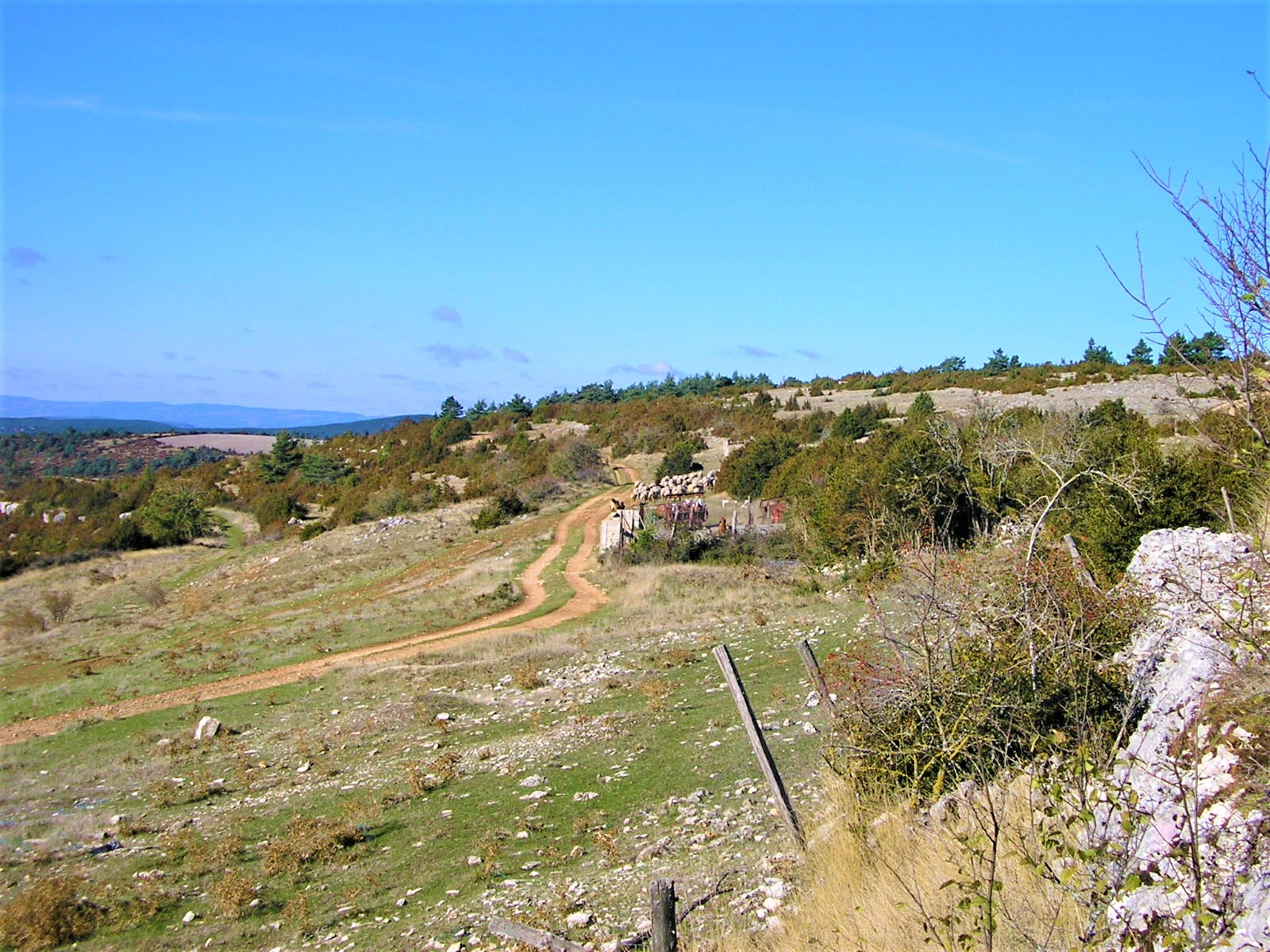
Sentier après le passage d'un troupeau de brebis.

#### Patrimoine religieux
- Le roc Saint Gervais, situé aux Douzes dans les gorges de la Jonte, est un site naturel sanctifié.
- L'église Saint-Privat d'Hures.
- La chapelle Notre-Dame de Hyelzas.
- La chapelle Saint-Gervais-et-Saint-Protais des Douzes.
- L'église Saint-Ilère de La Parade.
- La croix du Buffre, croix du XIIe siècle inscrite au titre des monuments historiques en 1948[48].

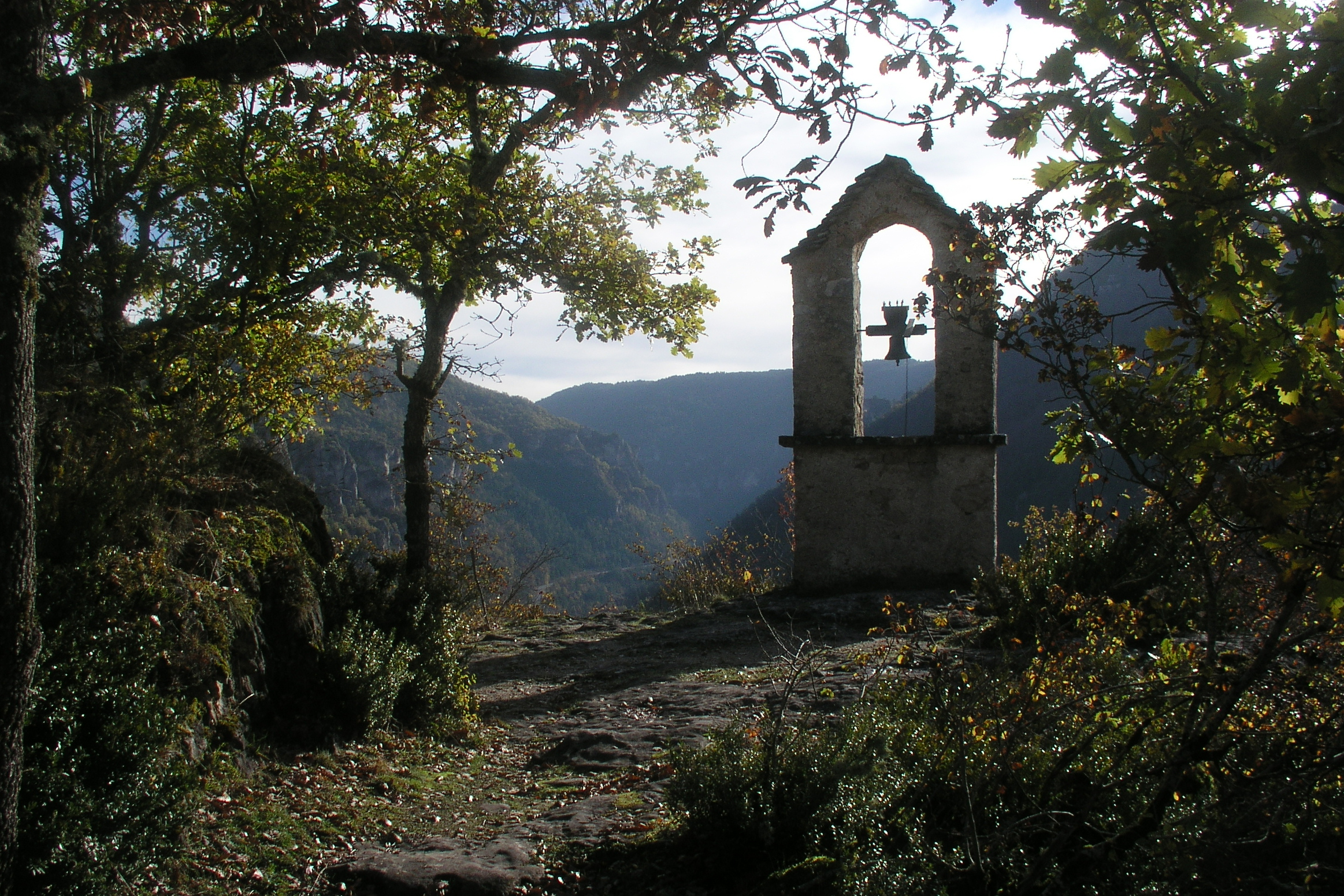
Le roc Saint-Gervais.
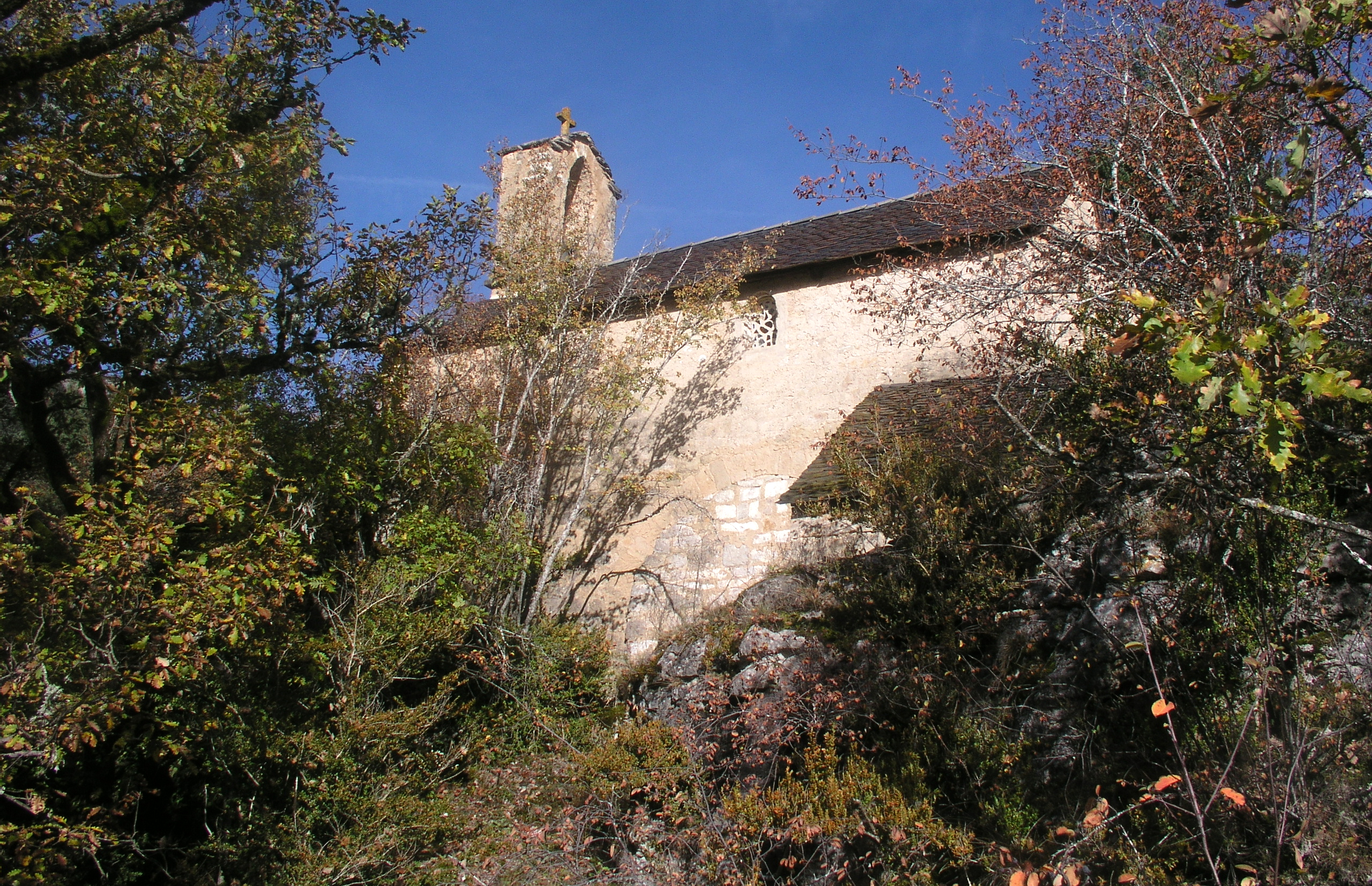
La chapelle Saint-Gervais-et-Saint-Protais des Douzes.
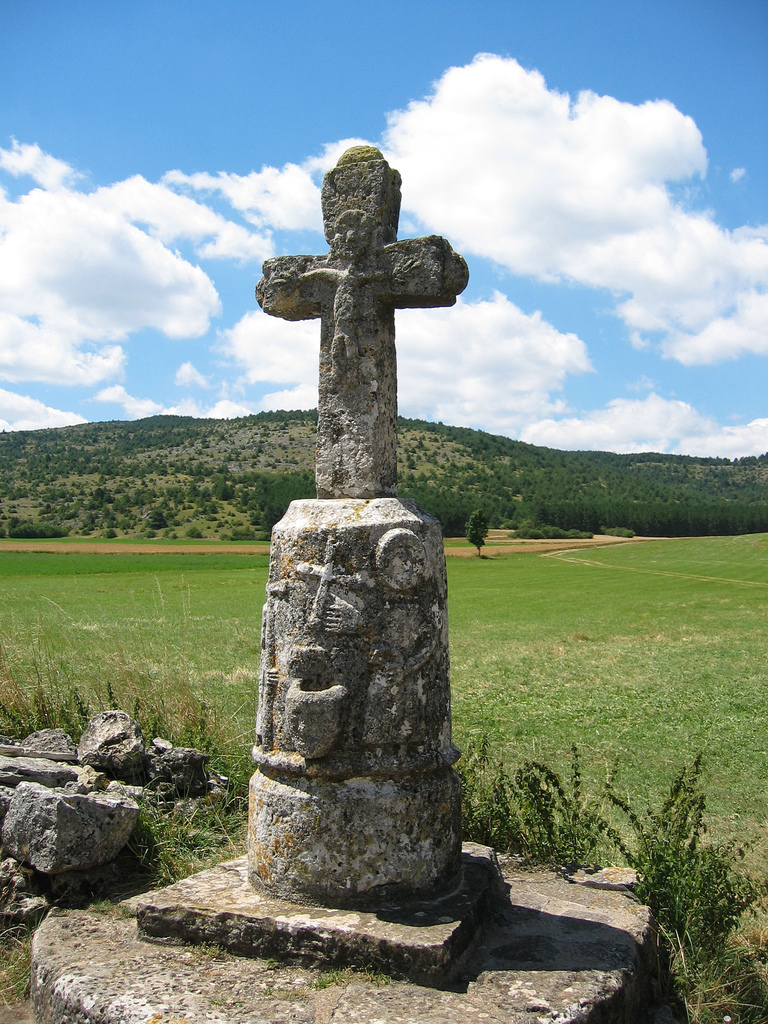
La croix du Buffre.

#### Patrimoine environnemental
La commune a trois sites naturels classés :
- l'aven Armand, une cavité souterraine site classé depuis le 20 août 1941. Ouverte au public, elle est située dans le sud de la commune ;
- la grotte Amélineau, site classé depuis le 1er février 1990, mais qui n'est pas ouverte au public ;
- le site des gorges du Tarn et de la Jonte, classé depuis le 29 mars 2002 ; en effet, le territoire communal est entièrement bordé au sud sur sept kilomètres par la Jonte — et par ses gorges — qui sert de limite communale et départementale avec la commune de Veyreau, dans le département de l'Aveyron.

Par ailleurs, près du lieu-dit le Villaret, l'association TAKH a introduit des chevaux de Przewalski.

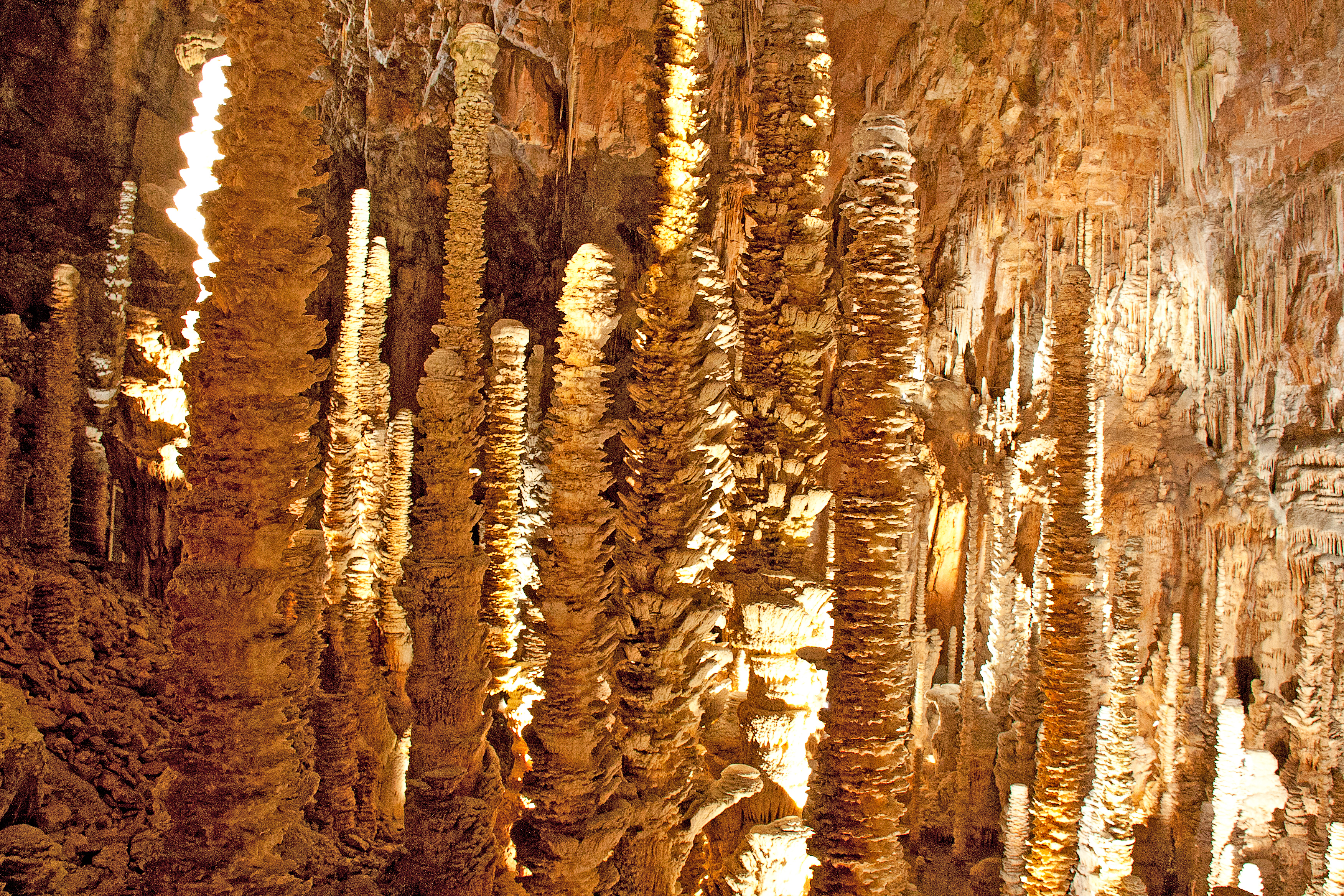
La « forêt de stalagmites » de l'aven Armand.
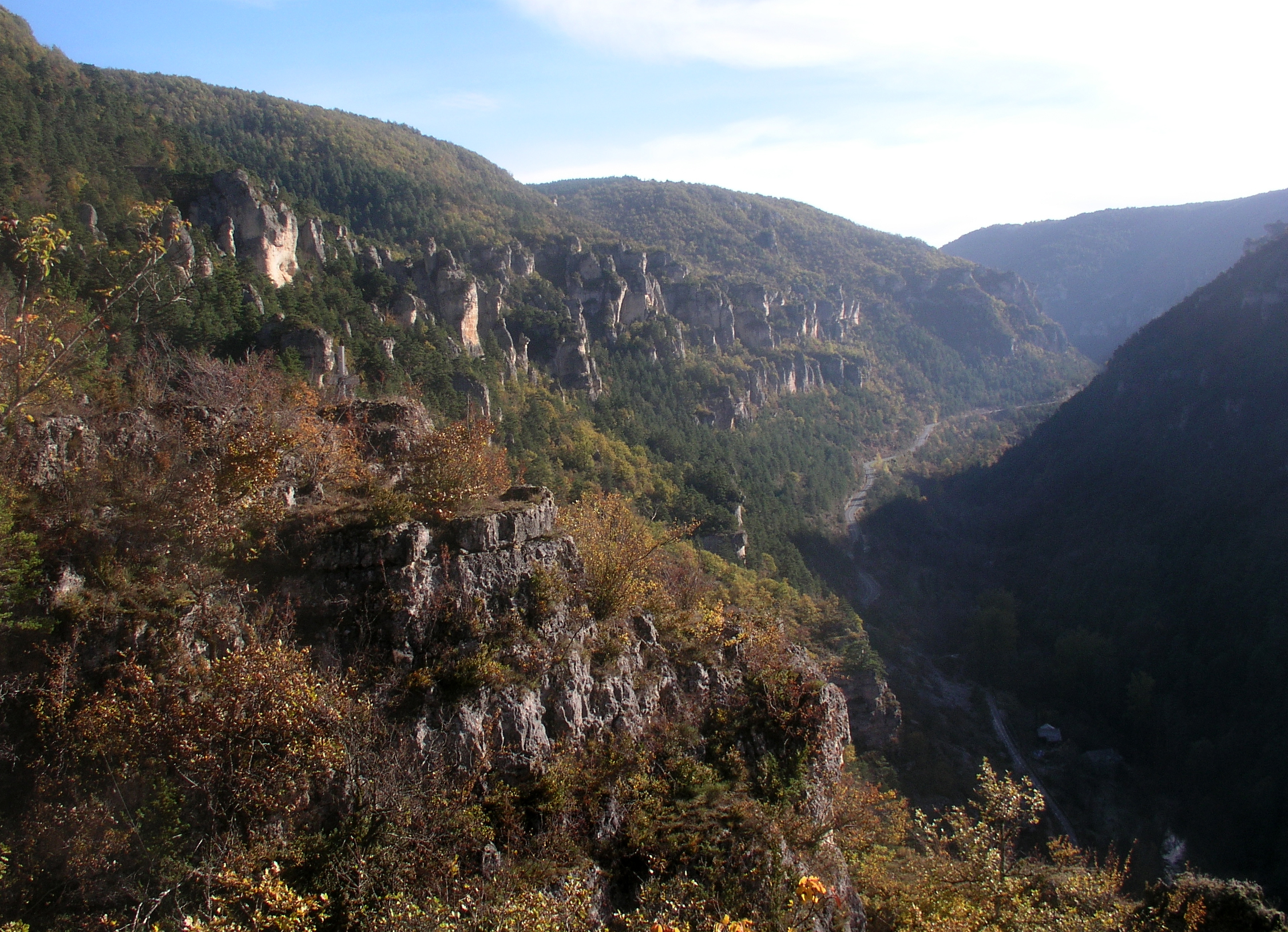
Les gorges de la Jonte vues depuis le roc Saint-Gervais. Toute la partie à gauche de la vallée est située sur la commune de Hures-la-Parade.
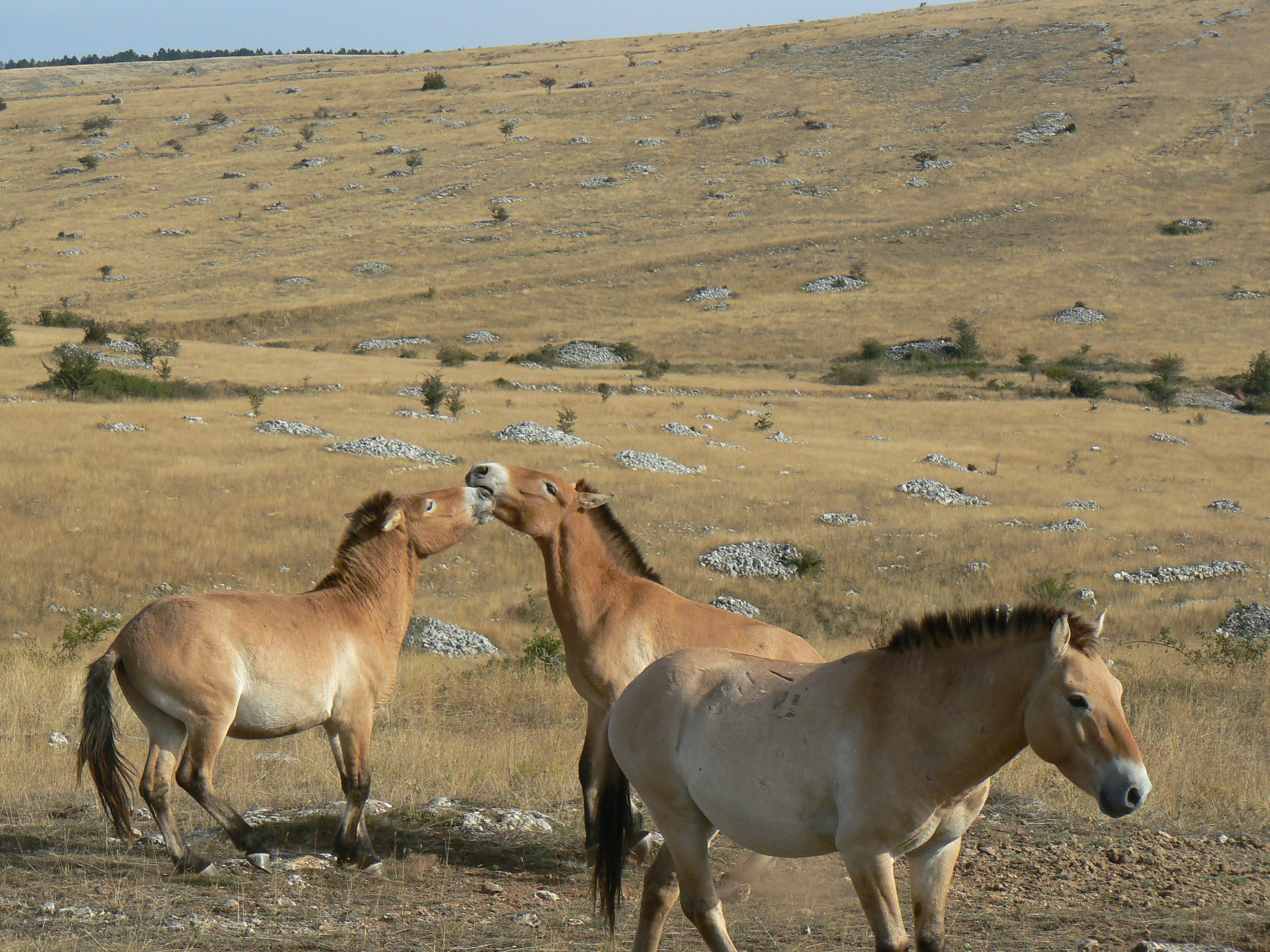
Chevaux de Przewalski sur le causse Méjean.

### Personnalités liées à la commune
- Pierre Dhombres (1922-1944), résistant mort au combat le 28 mai 1944 sur le territoire de La Parade.